# المجند
المجند أو سكيزو (Шиzа)، هو فيلم روسي-كازاخي تم إخراجه من طرف غولشات أوماروفا، وصدر في عام 2004.

## القصة
تحكي قصة الفيلم عن شخص يريد الكشف عن كيفية موت أبيه فيجند بشبكة الاستخبارات الأمريكية وتحديدا بالمزرعة ويكلف بعد اختبارات شاقة بكشف زميلته ليلى .

## روابط خارجية
- المجند على موقع IMDb (الإنجليزية)
- المجند على موقع ميتاكريتيك (الإنجليزية)
- المجند على موقع نتفليكس (الإنجليزية)
- المجند على موقع ألو سيني (الفرنسية)
- المجند على موقع Turner Classic Movies (الإنجليزية)
- المجند على موقع أول موفي (الإنجليزية)
- المجند على موقع فيلمافينيتي (الإسبانية)
- المجند على موقع قاعدة بيانات الفيلم (الإنجليزية)
- المجند على موقع ليتربوكسد (الإنجليزية)
- المجند على موقع كينوبويسك (الروسية)
- (بالروسية) Shiza at Ctb.ru
- Trailer and Screenshots